# Kirche des Heiligen Apostels Jakobus Kurtuvėnai

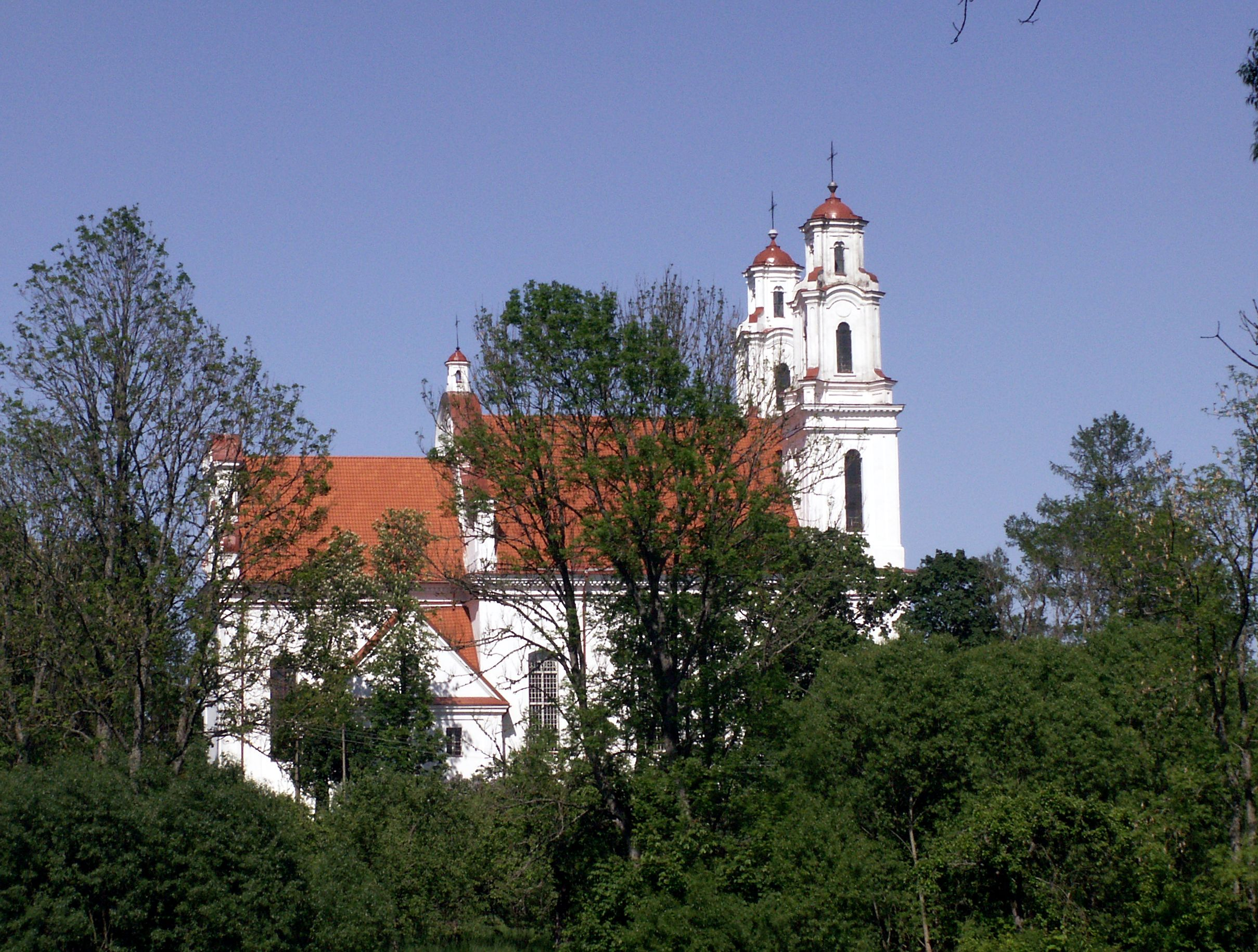
Ansicht der Kirche von Südwesten

Die Kirche des Heiligen Apostels Jakobus ist eine katholische Kirche in Kurtuvėnai, Rajongemeinde Šiauliai, am linken Ufer der Kurtuva. Die barocke Kirche untersteht dem Dekanat Šiauliai (Bistum Šiauliai) in Litauen.

## Geschichte
Eine erste Kirche auf der Wallburg wurde von 1472 bis 1495 von Mykolas Jogelavičius gebaut. Diese wird auch 1597 urkundlich erwähnt. Neben der Kirche gab es einen Glockenturm mit zwei Glocken und ein Pfarramt. Nach 1614 wurde eine evangelische Kirche in Kurtuvėnai gebaut.
Nach der 1684 erbauten katholischen Kirche baute man von 1783 bis 1796 die heutige Kirche.